# ادمون دام
ادمون دام (فرانسوی: Edmond Dame‎; ۴ نوامبر ۱۸۹۳ – ۳۱ اوت ۱۹۵۶) کشتی‌گیر آزاد اهل فرانسه بود.